# Adam Ťoupalík
Adam Ťoupalík est un coureur cycliste sur route et de cyclo-cross tchèque né le 9 mai 1996, membre de l'équipe Elkov-Kasper.

## Biographie
Adam Toupalik naît le 9 mai 1996 en République tchèque. Son frère cadet Jakub est également coureur cycliste. 
Il entre en 2015 dans l'équipe continentale belge BKCP-Powerplus.
Lors du championnat du monde de cyclo-cross espoirs 2016, alors qu'il reste un tour à couvrir, Adam Toupalik lève les bras pensant avoir gagné, devant les concurrents belges Eli Iserbyt et Quinten Hermans. Il relève donc son effort, et met un temps à s'apercevoir qu'il lui reste une boucle à parcourir, perdant donc de précieuses secondes. Malgré tout il réussit dans l'ultime tour à repasser en tête, mais est cette fois battu au sprint par Eli Iserbyt.
En 2020, il termine troisième du championnat de République tchèque du contre-la-montre et s'adjuge le titre de champion de République tchèque de course en ligne quelques jours plus tard. Sélectionné pour représenter son pays aux championnats d'Europe de cyclisme sur route, il se classe neuvième de la course en ligne.

## Palmarès en cyclo-cross
- 2010-2011
  -  Champion de République tchèque de cyclo-cross cadets
- 2011-2012
  -  Champion de République tchèque de cyclo-cross cadets
- 2012-2013[1]
  -  Champion de République tchèque de cyclo-cross juniors
  -  Médaillé de bronze du championnat du monde de cyclo-cross juniors
- 2013-2014
  -  Champion de République tchèque de cyclo-cross juniors
  - Vainqueur de la Coupe du monde juniors
    - Coupe du monde juniors #2, Tábor
    - Coupe du monde juniors #5, Heusden-Zolder
    - Coupe du monde juniors #6, Rome

  - Azencross juniors, Loenhout
  -  Médaillé d'argent du championnat d'Europe de cyclo-cross juniors
- 2014-2015
  -  Champion de République tchèque de cyclo-cross
- 2015-2016
  -  Médaillé d'argent du championnat du monde de cyclo-cross espoirs
  - 6e du championnat d'Europe de cyclo-cross espoirs
  - 7e de la Coupe du monde espoirs
- 2017-2018
  - 3e du championnat de République tchèque de cyclo-cross
  - 4e du championnat du monde de cyclo-cross espoirs
  - 4e de la Coupe du monde espoirs
- 2021-2022
  - 3e du championnat de République tchèque de cyclo-cross
- 2022-2023
  - Toi Toi Cup #4, Veselí nad Lužnicí
  - 3e de la Toi Toi Cup
- 2023-2024
  - Toi Toi Cup #1, Kolín
  - 2e du championnat de Tchéquie de cyclo-cross
- 2024-2025
  - 3e du championnat de Tchéquie de cyclo-cross

## Palmarès sur route
- 2014
  -  Champion de République tchèque sur route juniors
  -  Champion de République tchèque du contre-la-montre juniors
  - 8e du championnat d'Europe du contre-la-montre juniors
- 2016
  - 2e du championnat de République tchèque sur route espoirs
- 2017
  - 2e du championnat de République tchèque du contre-la-montre espoirs
  - 3e du championnat de République tchèque sur route espoirs
  - 3e du Tour de Liège
- 2018
  - 3e étape de l'Arctic Race of Norway
  - 2e du championnat de République tchèque sur route espoirs
  - 6e du championnat d'Europe sur route espoirs
- 2019
  - Tour de Sebnitz
- 2020
  -  Champion de République tchèque sur route
  - 3e du championnat de République tchèque du contre-la-montre
  - 9e du championnat d'Europe sur route
- 2021
  - Visegrad 4 Bicycle Race - GP Czech Republic
  - 3e du championnat de République tchèque du contre-la-montre
  - 3e du Grand Prix Adria Mobil
  - 3e du Mémorial Henryk Łasak
- 2022
  - Visegrad 4 Bicycle Race - GP Czech Republic
  - Visegrad 4 Bicycle Race - GP Hungary
  - 2e du Visegrad 4 Bicycle Race - GP Slovakia
- 2023
  - Trofej Umag-Umag Trophy
  - GP Goriska & Vipava Valley
  - Visegrad 4 Bicycle Race - GP Hungary
  - Visegrad 4 Bicycle Race-GP Czech Republic
  - 4e étape du Sazka Tour
  - 2e du Poreč Trophy
  - 2e de l'Istrian Spring Trophy
  - 2e de l'Okolo Jižních Čech
  - 3e du Tour of Malopolska

### Classements mondiaux
| Année                                 | 2016  | 2017  | 2018 | 2019  | 2020 | 2021 | 2022 | 2023 | 2024 |
| ------------------------------------- | ----- | ----- | ---- | ----- | ---- | ---- | ---- | ---- | ---- |
| Classement mondial                    | 2069e | 2329e | 520e | 1470e | 164e | 282e | 359e | 262e | 909e |
| UCI Europe Tour                       | 1371e | 1554e | 308e | 986e  | 134e | 239e | 288e | nc   | nc   |
|                                       |       |       |      |       |      |      |      |      |      |
| Légende : nc = non classéSource : UCI |       |       |      |       |      |      |      |      |      |